# Das Mädel aus der Hölle
Das Mädel aus der Hölle er en tysk stumfilm fra 1923 af Frederic Zelnik.

## Medvirkende
- Lya Mara
- Carl Auen
- Harald Paulsen
- Emmy Wyda
- Kurt Goetze
- Harry Gondi